# 産経新聞の報道
産経新聞の報道（さんけいしんぶんのほうどう）では、産業経済新聞社が発行する日本の全国紙『産経新聞』の報道を論述する。

## 注目を集めた報道・スクープ
- 1975年、連続企業爆破事件の犯人逮捕のスクープにより第23回菊池寛賞を受賞した[2]。
- 1990年、ソビエト連邦が共産党独裁を放棄することをスクープし、日本新聞協会賞を受賞した[3]。
- 1993年、仙台市長のゼネコン汚職をスクープし、日本新聞協会賞を受賞した[3]。
- 1993年、連載企画写真「素顔の湿地」で日本新聞協会賞を受賞した[3]。
- 1993年、テレビ朝日の椿貞良取締役報道局長が、民放連の会合で、総選挙について「非自民政権が生まれるよう報道せよと指示した」「“公正であること”をタブーとして、積極的に挑戦する」と発言していたことをスクープ。その年の日本新聞協会賞を受賞した[3][4]。
- 1994年、大阪本社版の人権問題記事「人権考―心開くとき」が評価され、第1回坂田記念ジャーナリズム賞の第1部門（スクープ・企画報道）を受賞した。
- 1996年、長期大型連載企画「未来史閲覧」で日本新聞協会賞を受賞した[3]。
- 1997年2月3日の朝刊にて、新潟市で1977年に発生した北朝鮮による女子中学生拉致疑惑（北朝鮮による日本人拉致問題）を報道。翌日、衆議院で西村眞悟議員がこの件を取り上げた。この記事を書いた阿部雅美社会部長は、上記の1980年1月の記事がその先見性を評価され、同年度の日本新聞協会賞を受賞した[3][5]。
- 1998年、神戸連続児童殺傷事件の検証報道が評価され、第5回坂田記念ジャーナリズム賞の第1部門（スクープ・企画報道）を受賞した。
- 1999年、前年の北朝鮮のテポドン発射準備をスクープしたことにより、日本新聞協会賞を受賞した[3]。
- 2001年、池田小学校児童殺傷事件で、同校の校庭に座り悲しむ児童たちの写真で同年度の日本新聞協会賞を受賞した[3]。
- 2002年、附属池田小事件の取材記事が評価され、第9回坂田記念ジャーナリズム賞の第1部門（スクープ・企画報道）を受賞した。
- 2003年、連載「改革の挑戦者たち」が評価され、第10回坂田記念ジャーナリズム賞の第1部門（スクープ・企画報道）を受賞した。
- 2004年、連載「食大全」が評価され、第11回坂田記念ジャーナリズム賞の第1部門（スクープ・企画報道）を受賞した。
- 2005年、連載「大阪の時代　輝きはいつから失われたか」が評価され、第12回坂田記念ジャーナリズム賞の第1部門（スクープ・企画報道）を受賞した。
- 2006年、2005年5月末から6月初旬の連載「幸せってなに？ ブータン紀行」が評価され、第13回坂田記念ジャーナリズム賞の第2部門（国際交流・貢献報道）を受賞した[6]。
- 2007年、2006年4月から1年以上連載された「死を考える」が評価され、第14回坂田記念ジャーナリズム賞の第1部門（スクープ・企画報道）を受賞した。
- 2009年、連載「海峡を越えて－埋もれた日韓歌謡史」が評価され、第16回坂田記念ジャーナリズム賞の第 2部門（国際交流・貢献報道）を受賞した。
- 2011年、在外戦没者遺骨収集を取材した連載「眠れぬ墓標」が評価され、第18回坂田記念ジャーナリズム賞の第1部門（スクープ・企画報道）を受賞した。
- 2020年7月1日、中国の「香港国家安全維持法」の成立を受け、1面に「香港は死んだ」の見出しを黒背景で掲載。記事のインパクトから香港のメディアにも大きく取り上げられ、藤本欣也副編集長がボーン・上田賞を受賞した。

## 議論を呼んだ報道
- 1967年10月16日、田中伊三次法務大臣が記者クラブの記者たちに「これから死刑執行命令書のサインを行うので写真を撮ってくれ」と声をかけ、数珠を片手にポーズを構えたが、あまりの悪趣味に、産経新聞を除く記者は呆れて無視し、産経新聞だけが翌日の朝刊一面で写真入りで報じた。田中は法務大臣就任直後、知り合いの記者に「死刑が執行されるところを見に行こう」と誘い、相談した伊藤栄樹刑事局総務課長から叱責されている[7]。
- 1999年7月23日に発生した全日空61便ハイジャック事件の容疑者について、犯行当時の異常行動などにより刑事責任能力の是非が定かではなく、各マスコミは実名公表を行わずにいたが、同月27日の朝刊1面に実名掲載の上で事情聴取ついての記事が掲載され、実名が初めて公となった[要出典]。同1面には「重大な犯罪である」と実名掲載に関する産経新聞の見解とことわりが併せて掲載され、同日夕刊には顔写真も掲載された。結果として夕刊フジをはじめとする他のタブロイド紙や週刊誌（新潮・文春など）のゴシップ媒体が早々と実名掲載へ踏みきり、他の全国紙やテレビ局・通信社も簡易精神鑑定を経て行われた同年12月20日の初公判の時期には実名掲載となった。
- 2001年、沖縄の米軍基地をめぐる報道で在日米軍兵士による暴行事件について、沖縄で「けしからんコラム」として批判を受けたことへの反論として、2001年7月6日の「産経抄」で、同年6月29日に、沖縄北谷町で起きた米兵による婦女暴行事件について「現場に居合わせた米海兵隊員の証言では、被害者の20歳代女性は午前2時頃、（容疑者が飲んでいた）飲食店でほとんど泥酔状態だったという。米兵がそういう酔った女性に乱暴したとすればまことに許しがたいが、彼は『合意だった』と供述している」「性犯罪は加害者が絶対に悪いことはいうまでもないが、こちらも相手にすきを見せないことである。誤解を恐れずに書けば、日本の至るところで風紀がゆるんでいるのではないか」と書き反論した。
- 2003年2月23日付け「主張」で、「性教育 児童に過激な内容は慎め」と題し、七生養護学校を不適切な性教育を行っていると批判した。
- 広島平和記念式典で発表される 広島市長平和宣言 を『主張』や『産経抄』で批判している。
  - 2003年8月7日朝刊主張において、アメリカ同時多発テロ事件に言及した“報復は暴力の連鎖しか生まない”のくだりに「対テロ作戦は国際的合意に基づくものだ」と対テロ戦争を支持。
  - 2005年7月に原爆慰霊碑破損事件が発生したため、直後の広島平和記念式典で碑文の文言（「過ちは繰り返さない…」）を平和宣言の締めに使ったことに対し「（すべて日本が悪かったと）謝罪の呪縛にとらわれているとすれば残念である」として、文言について占領史観と批判した[8][9]。
  - 2006年8月7日朝刊主張において、「アメリカの核を非難する前に北朝鮮の核にこそ備えるべきではないか」とした。
  - 2007年でも前年に前長崎市長・伊藤一長が平和宣言に北朝鮮の核問題を触れたことを引き合いに、「何故北朝鮮の核開発に触れないのか」と批判。
  - 2008年8月6日には米国の核兵器のみを批判し、核実験を行っている北朝鮮に触れない秋葉忠利広島市長を批判した。2009年8月5日には“北の核についてより踏み込んだ発言を期待する”と主張（ただし、平和教育については一定の必要性を認めるなどはしていた）。広島市側は2005年の平和宣言で北朝鮮の核についても言及しているとして、この批判に対し“無視”の方針を採っている。
- 2006年、出資法を元にした高金利が利息制限法の上限金利に基づき違法との最高裁判決が出て、消費者金融などの高利貸しが社会問題になると、一貫して消費者金融業者側に立った主張を展開した。同年4月15日の社説「主張」では、「簡単な審査でお金を貸すのだから、担保や厳しい審査が必要な銀行融資よりも金利が高くなるのは当然だ。消費者金融はかつて「サラ金地獄」といわれ社会問題化した時代とは様変わりしているのも事実だ。多重債務者問題などは確かに借りる側の自己責任だ」とし、5月1日の「主張」では、「金利が下がれば、安易な利用者が増え、多重債務者は逆に増えるとの見方もある。高金利には無理な借り入れを思いとどまらせる抑止効果があった、ということも否定はできない」と、高金利を当然と擁護する立場を取った。さらに、実際に、貸金業制度改革の議論が政府内で進んでくると、7月16日の「主張」において、「慎重に検討しなければならないのは、少額短期の貸し付けなどで利息制限法の上限を超える特例金利を認めるかどうかである。上限金利が引き下げられると、融資審査が厳しくなることは避けられない。緊急性の高い当座の資金が必要な事業者などは、貸し倒れリスクが高いと判断され、貸し手がなくなる公算が大きい。破綻（はたん）に追い込まれたり、ヤミ金融を利用するはめになったりするというのは、非現実的な想定とはいえまい。1週間程度の短期ならば、高い金利でも、実際に負担する利息額はそれほど大きくない」と特別金利を認める特例措置が必要との主張を行った[10]。
- 2006年10月、当時の総理大臣・安倍晋三が「河野談話」を踏襲するにあたり、国会における答弁で、狭義の強制性はなかったが広義の強制性はあったとの認識で踏襲したと述べたことについて、「主張」にて「一部マスコミが『広義の強制性』に論点をすり替えたこともよく知られている」と批判した[11]。
- 2007年3月10日「主張」において、「慰安婦問題 偽史の放置は禍根を残す」と題し“「河野談話」が明確な裏付けもなく慰安婦募集に関する強制性について、旧日本軍の関与を認めたとの誤解を生む”として批判した。ただし、1993年9月2日の産経新聞「正論」では、上坂冬子が、「近年、稀にみる名文といってよい。相手方のささくれ立った気をしずめ、同時にこちらとして外せないポイントだけはさりげなく押さえて、見事な和解にこぎつけている」と評価したこともあった。
- 2007年9月の第1次安倍内閣総辞職、沖縄県民大会を受けて朝日新聞との間で論争を行った[12]。
  - 2007年9月25日、朝日新聞朝刊で、当日退陣する安倍について「評価すべき点がなかったとは思わない」とする社説を掲載。
  - 2007年9月26日、産経新聞朝刊で、前日の朝日新聞社説について「さすがに良心がとがめたのか」「御為ごかしそのものだ」と批判。
  - 2007年9月28日、朝日新聞夕刊コラム「窓」にて「『産経抄』の良心」と題して、朝日は安倍の訪中、訪韓や村山談話、河野談話の安倍内閣での継承をちゃんと評価したとして「事実の確認だけはくれぐれもお忘れなく」と反論。
  - 2007年9月29日、沖縄で「集団自決を削除した教科書検定」に抗議する超党派の県民大会（仲里利信実行委員長（県議会議長・自由民主党））が開催された（主催者発表で11万人が参加）。
  - 2007年9月30日、朝日新聞や毎日新聞などが一面写真付きで、読売新聞が三面写真付きで、産経新聞は小さな囲み記事で写真の掲載も無しで沖縄大会を報道。参加者数は各紙とも「11万人（主催者発表）」と掲載。
  - 2007年10月2日、産経抄にて「11万人（主催者発表）が参加した」と掲載。
  - 2007年10月3日、産経抄にて、同年9月28日の朝日新聞夕刊コラム窓「『産経抄』の良心」に反論。「事実の確認だけはくれぐれもお忘れなく」と言われたことに対し、朝日新聞が9月30日及び10月1日の記事で、教科書書換えに反対する沖縄県民大会に主催者発表11万人と書いたことを、主催者発表の数字をそのまま載せたことを戦時中に朝日が大本営発表を垂れ流したことにだぶらせて批判し、関係者に聞いた実際の参加者は4万3千人であると報した。
  - 2007年10月4日、朝日新聞夕刊コラム「窓」にて「『産経抄』の自己矛盾」と題して、産経側に反論。前回の朝日の反論に対して「ほっかむりしたまま」で、沖縄県民大会参加者11万人と報じた朝日を批判する産経に対し、産経新聞も主催者発表11万人をそのまま掲載していることや、当の産経抄自身が10月2日に11万人を掲載していることを指摘して「自ら11万人と繰り返しながら、やはり11万人と書いた朝日をたたく。自己矛盾としか言いようがない」と批判した。
  - 2007年10月5日、産経新聞は参加者人数を調べるべく記者を沖縄に派遣した[13]。
  - 2007年10月7日、産経新聞朝刊一面にて『沖縄教科書抗議集会、参加者は「4万人強」 主催者発表11万人にモノ言えず』との記事を掲載。沖縄県警は参加者人数は公表の要なしとして産経新聞に参加者数を伝えなかったが、産経新聞は、沖縄県警は主催者から抗議を過去に受けたことがあるので公表できなくなっているのだとし、沖縄県警関係者からの情報として参加者4万2千〜3千人と報じた。
  - この経緯を受けての事と思われるが、沖縄の基地の建設･物資輸送の警備を担当する警備会社テイケイが、彼らが入手した航空写真を自社の従業員４人に1日がかりでカウントさせた結果として、参加者数は1.9万人～２万人弱であったとした。産経新聞はこれを東京の警備会社の専門家が2万人弱と算出したとし、さらに、警察関係者が4万人強、専門家が2万人弱としているにもかかわらず、先の集会の主催者は11万人を訂正しようとしないと批判した[14]。
  - 2007年11月20日、産経新聞朝刊にて、日本会議傘下の全日本学生文化会議の学生達が9月29日の沖縄県民集会について沖縄県民723人を対象にアンケートを行った結果、「参加した」が11.2%だったと報じた。（なお、当時の沖縄県の総人口は約136万人）
- 2008年、アパグループが主催した「真の近現代史観」懸賞論文で「大東亜戦争は侵略戦争ではなく、アメリカ合衆国のフランクリン・ルーズベルトによる策略が原因」と政府見解と異なる歴史認識を主張したため航空幕僚長を更迭された田母神俊雄について、同情的な論調を展開した。特に週刊新潮などで田母神を最優秀賞にするための工作があったのではないかと報道されたことに対しては、産経新聞客員論説解説員で当該論文の選考委員であった花岡信昭が2008年11月11日の紙面で「（疑惑の原因となった発言をした）秘書は田母神氏の受賞を最終的に認め、満場一致で決まったのである。政治問題化しているから、保身に走る気持ちは分からないではないが、とんでもない誤解を生んでいる以上、秘書のうかつな発言は重い」と、選考に問題はないとした。この記事が掲載された同日の紙面にはアパグループ（真の近現代史観懸賞事務局名義）が田母神論文の全文と論文集刊行を告知する全面意見広告も掲載されていた。
- 2009年5月（東京本社版は18日、関西本社版は19日）、NHKスペシャル シリーズ 「JAPANデビュー」『アジアの“一等国”』に絡み、“やらせ・偏向に満ちており、親日である中華民国を侮辱する内容だ、直ちに中止せよ、NHK理事は全員辞職せよ”という日本文化チャンネル桜・草莽全国議員の会・日本李登輝友の会・在日台湾同郷会など右翼・親台派グループによる意見広告『NHKの大罪』を請けて掲載[15]。他紙での引き受けは確認されていない。
- 2010年3月19日付け記事「日教組が連合に１億円寄付　子供救援名目、政治行為か？」の中で、唐突に援助先として朝鮮学校の名を出した。これが在日特権を許さない市民の会による徳島県教組業務妨害事件を誘発したと裁判所から指摘される。
- 2010年11月17日付朝刊のコラム「産経抄」において、16日横浜地裁で裁判員制度開始後初の死刑判決が下されたことに関連して「事件の残虐性は小欄で書くのもはばかられるほど」で「判決は当然」としたうえで、裁判長が判決言渡し後「裁判所としては控訴することを勧める」と説諭したことについて「被告に控訴を勧めるとは何事か」「そんな自信のない裁判官はプロ失格」と書いた。しかし、刑事訴訟法規則第220条は被告人に対する上訴裁判所・上訴期間の告知義務が定められており、同221条は、裁判長の説諭権を定めている。なお同日の同紙社説「主張」においては、『裁判長は判決言い渡し後、被告に「重大な結論なので控訴を勧めたい」と異例の説諭をした。その是非には議論があろうが、控訴審の可能性を示すことで裁判員の精神的負担を和らげる配慮だったとすれば理解もできる』と、一定の評価をしていた。
- 2014年8月3日、産経新聞公式ウェブサイトに、加藤達也ソウル支局長が、セウォル号沈没事故の当日、朴槿恵大統領が第一報を受けた後の空白時間中に元補佐官と密会していたのではないかという噂があるという朝鮮日報や証券街の報道を元にした署名コラムを掲載した。これについて、韓国大統領府や東京都港区の駐日本国大韓民国大使館が「名誉毀損などに当たる」として、当該記事の削除を要請したが、産経新聞社は当該記事の削除に応じなかったため、韓国検察当局が加藤を在宅起訴し、大韓民国からの出国を禁止する行政処分とした。

- 2015年12月17日の選択的夫婦別姓制度に関して否定的な記事について、制度に賛成の立場から町村泰貴、大西宏が批判した[16][17]。
- 2017年に11月12日に社会福祉法人が土地取引で約4700万円の損失を生じさせた疑いがあると報じたことに対して、法人側の男性理事が約1000万円の損害賠償を求めて名誉毀損訴訟を起こし、大阪地裁は名誉毀損を認め、産経新聞側に55万円の支払いを命じた[18]。控訴審では産経側が逆転勝訴し、原告側の主張を全面的に退けた[19]。
- 2017年12月18日、河野太郎の外務大臣専用機導入希望の発言を『自民党部会で「おねだり」』と表現[20]。記事を読んだ河野は「“おねだり”などというふざけた言葉をメディアが報道に使うとは信じられない」と激怒したという[21]。

## 誤報・スキャンダル
- 1980年、信仰グループ「イエスの方舟」批判キャンペーン記事を張り、他のマスコミの先頭を走った（当初は婦人公論のみで採り上げられていた）。グループや主宰者・千石剛賢に対する大バッシングが展開され、千石らに対する名誉毀損容疑で逮捕状が発行される事態に発展した。
- 1992年、スタニスラフ・レフチェンコ元KGB少佐の証言をもとに、旧ソ連から日本社会党への資金流入について追及する記事や社説を掲載した。だが、『文藝春秋』6月号におけるレフチェンコのインタビュー中で、産経新聞にも工作を行い、当時の編集局長を取り込むことに成功したとの発言が掲載された。産経はこのレフチェンコ発言に対する反論を1993年5月12日の朝刊に当時の局次長・住田良能の名で掲載し、「彼の発言を多少なりとも信じては気の毒なことになる」と書いて、その証言を全否定した。以後、レフチェンコ証言に基づく記事は掲載されず報道は終了した[22]。
- 1993年11月11日、清沢平・元大昭和製紙副会長の逮捕直前単独インタビューを夕刊に掲載したが、インタビューに答えた人物は弟だったとして翌々日の紙面にて訂正報道した。
- 1995年、一連のオウム真理教事件において「警察庁長官襲撃事件 監視カメラに犯人の姿 南千住駅」「横浜異臭事件 毒ガスホスゲンの症状」「オウムに内乱罪適用へ」などの誤報虚報を連発した[23]。
- 1999年3月6日、韓国紙『韓国日報』が社会面トップで伝えた記事を引用する形で、広島県立世羅高等学校が韓国で謝罪行事をしていたと報道した。ただし、学校側は、平和学習の一環であり、謝罪の言葉などは発していないと主張している。同年3月10日の『産経新聞』は「宣言文」の全文を手に入れたとし、それによると、まず、玄界灘について、「古代から日本に文化を伝え続けた海峡であり、韓国と日本の歴史的に不幸な事実や在日韓国人が受けている不当な差別的現実を生んだ海峡でもある。私たちは昨日その海峡を渡った。」とし、韓国の独立記念館での印象に触れて、「展示の数々が目に焼きついて離れない。日本がかつてこの国で何をしたのか、知ったつもりでいた自分に気付き情けなくなった」とした後、「自らの偏狭な価値観で異なるものに優劣のレッテルをはることなく異なるものは異なるものとして受け入れられる真の国際人となる第一歩としたい。この地で学ぶ日本とこの国の過去の不幸な歴史的事実を教訓とし21世紀を創る世代の人間のひとりとしてせいいっぱい平和と友好の心を育み続けたいと思う」との内容であることが明らかにされた。
- 2000年10月11日、産経新聞朝刊社会面に掲載した「ノーベル化学賞の白川氏 一貫した『知りたがり屋』」の記事が『日経産業新聞』の記事を盗用していたことがわかり、産経新聞社は同月13日、日本経済新聞社に陳謝した。産経新聞社は同日付で東京本社編集局長をはじめ、同社会部長、次長、記者ら計5人を減給処分とした。盗用したのは『日本のオリジナリティー』1997年10月15・16日付「導電性高分子を開発白川英樹氏」の記事で、白川の業績を紹介している[24]。
- 2002年、小泉純一郎首相（当時）の初訪朝には民間機を使用し、日本国政府専用機は使用しないことになったとの記事を掲載した。だが同日、読売新聞に自衛隊員とともに政府専用機を使用して訪朝することを前提とした事前調査の記事が掲載された。翌日、読売グループの日本テレビは自社番組ズームイン!!SUPER中の「新聞のミカタ」で、産経新聞のこの報道を“何の根拠あってのことか説明せよ”と批判した。結果的に小泉首相は訪朝に政府専用機を使用している[25]。
- 2002年、小泉首相10月訪中決定との記事を一面にスクープとして掲載したが、同日中に福田康夫官房長官に否定された。以後、2006年の小泉退陣まで訪中は実現しなかった。
- 2003年6月24日、大前研一が社長を務めるコンサルティング会社と、当時不正資金提供事件で元会長らが商法の特別背任罪に問われていたダスキンとの契約について、疑義を呈する関係者の見解を掲載。大前側は、「事実無根の記事で名誉を傷つけられた」として、産経新聞社に対し2億円の損害賠償を求めて訴訟をおこした。2005年1月28日、東京地裁は、「コンサルティング業務は無形のものであり、報告書などがないからといって業務をしていない疑いがあると即断したのは拙速だ」と指摘し、産経新聞社に200万円の支払いを命じた[26]。
- 2003年10月24日の産経抄で、「偽エチオピア皇帝事件」を引き合いに出して有栖川宮詐欺事件を取り上げたが、前日の毎日新聞コラム『余録』に、ほぼ同じ内容（引用元は種村季弘『詐欺師の楽園』、岩波現代文庫）が掲載されていた。
- 2005年4月15日付け1面に、第14回地球環境大賞の授賞式に関連して、実際にはそのような事がないにもかかわらず、秋篠宮文仁親王が「おことば」の中で『また今年から、フジサンケイグループが一体となってこの顕彰制度を主催することになり、「環境」と「経済」が両立する持続可能な社会の実現に向けて、ますますその役割を深めていくことを希望します』とフジサンケイグループの主催に言及したとする虚偽の記事を掲載した[27][28]。産経新聞社は誤りを認め、4月16日2面に該当部分を全面削除した訂正報道を行った[28]。
- 2005年5月27日、フィリピンのミンダナオ島に、旧日本兵3人が生存、帰国を希望しているとの記事を「戦後60年の『奇跡』」として掲載した。3人の具体的な氏名まで報道し、日本大使館員も現地調査を行うなど、大騒ぎになった。しかし、29日に日本大使館員が確認したところ、当該旧日本兵は存在しないことが判明、誤報であった[29]。
- 2005年7月19日、茨城県大洗町の教育委員長と教育長が新しい歴史教科書をつくる会の教科書を採用しなかった採択協議会に対して再協議を要求、容れられない場合は町独自の判断で購入・使用予定であるとする記事を掲載した[30]。これについて、教育長は「再協議の場があるかどうか聞いていない」と否定し、町長も「独自の教科書を選ぶために予算をつけることは財政上難しい」と述べた[31]。しかし、実際に茨城県の学校でつくる会の教科書が授業に使われることはなかった[32]。
- 2005年10月25日付夕刊の写真グラフで、月をバックにしたコウノトリの合成写真の虚偽報道を行った。記者が合成写真であることを申告せずに出稿、同社としてチェックしきれないまま掲載したことが原因。産経新聞は30日に事実を発表し、31日の朝刊一面で「読者に対する重大な背信行為で、新聞報道に対する信頼を揺るがせかねない深刻な問題と受け止める」として謝罪した。
- 2005年11月17日、中東報道研究機関（MEMRI）の「Inquiry and Analysis Series No 251 Nov/15/2005 フランスの暴動に対するアラブ、ムスリム世界の反応」記事と内容が酷似する記事を掲載。問い合わせに対して産経は“記事は提供を受けた”と回答した。しかしMEMRIが苦情を申し入れ、産経はチェックと撤回を行って訂正版を出したと表明。
- 2006年1月23日の朝刊で、「ライブドア電子商店街から決算前に契約料徴収-利益計上後解約し返還」との見出しで虚偽の報道をしたり、2月14日の朝刊では「ライブドアの退職者数が既に数百人」などと事実無根の報道を行ったと、翌日のライブドアニュースで社内資料に基づき反論された。
- 2007年1月20日、大学入試センター試験の解答（科目は公民と地理歴史）を電子版でフライング掲載。のちに「受験生に無用の混乱や動揺を与えたことをおわびいたします」と謝罪[33]。
- 2007年1月30日の紙面において、裁判員制度広報のための「裁判員制度全国フォーラム」2007年1月20日、10月22日の大阪会場で日当5000円、11月20日の和歌山会場で日当3000円を支払ってサクラの参加者を動員するやらせを行ったとして、「言論、報道機関として社会の質の維持、向上という重い役割を担うべき新聞社で、国民の不信を招くような事態をおこしたことを真剣に受け止め、責任を痛感しております」との謝罪文を掲載した。
- 2007年5月5日、古森義久記者により、AP通信電を基にした『占領時、米軍も「慰安婦」調達を命令 ホンダ議員「旧日本軍は強制」言明』が書かれたが、原文では米軍は命令ではなく（日本内務省の申し出を受けた）許可をしていた旨記述されていた事が判明。22日に電子版も含めた全記事を訂正。
- 2007年8月16日、第89回全国高等学校野球選手権大会に、三重県立宇治山田商業高等学校の応援団の服装をめぐり、「『学ランは海軍の軍服で不適切』とする投書があり、それを受けて、宇治山田商が県高校野球連盟と協議して学ランをトレーナーに変更した」とする内容の記事を掲載した。この記事に対して宇治山田商は、「前回の大会でもトレーナーで応援している」「県高野連と協議した事実はなく、学ランは暑いからやめたほうがいいといわれた」と『産経新聞』に訂正記事の掲載を申し入れたが、産経側は、前回出場時もトレーナーで応援していた事実関係の誤りは認めたものの、「投書は未確認であるが学校関係者への取材に基づいて書いたので真実と確信している」「完全に否定されるまでは訂正に応じられない」としている[34]。
- 2007年11月28日、元防衛事務次官守屋武昌・幸子夫妻逮捕を受けて、幸子被告の実家が宮城県の老舗酒蔵であると報道したが、実際の出身地は茨城県であった（誤報部分はのちに修正・削除されている）。
- 2007年12月10日、日本在住のバングラデシュ人男性がアルカイダ関係者に送金していたかのような記事で名誉を傷つけられたと主張して産経新聞社に330万円の損害賠償を求めた訴訟につき、東京地裁が名誉棄損の成立を認め、同社に330万円の支払いを命じた。
- 2008年2月5日、イギリスの国際戦略研究所からの情報として、2007年の1年間に、ロシア海軍太平洋艦隊へディーゼル電気推進対潜潜水艦（SSK）が新たに9隻配備され、戦術潜水艦は合計で8隻増強されたと報じた。しかし、2008年初頭現在、ロシア太平洋艦隊に在籍するSSK9隻（キロ級潜水艦のB-260、B-439、B-445、B-394、B-464、B-494、B-187、B-190、B-345）は、1981〜1994年に極東で建造され、1982〜1994年に同艦隊へ配備された艦であり(Проекта 877)、更には、1998年以降、ロシア太平洋艦隊へ新たな戦術潜水艦は配備されておらず、2007年に戦術潜水艦が増強された事実は無い（ジェーン海軍年鑑参照）。
- 2008年6月20日、朝刊一面「朝の詩（うた）」欄に、読者投稿とされる詩『じぶん』を掲載したが、実は本作は相田みつをの作品『肥料』であった。翌21日付で「おわび」を掲載すると共に相田美術館に謝罪。選者の新川和江も盗作を見抜けなかった。産経新聞広報室によると、投稿者は“家族が書いた未発表のものだと思った”と盗作を否定しているという[35]。
- 2009年1月1日、大阪版朝刊一面及びWEBで、桂三枝が「桂文枝」を、桂きん枝も「桂小文枝」を襲名予定とする記事を掲載[36]。新聞本紙面においては、五代目文枝の未亡人を登場させ、「名跡が弟子に受け継がれるのはうれしいこと」とのコメントも掲載した。しかし、その日のうちに三枝、きん枝ともこれを否定した[37]。三枝が6代目文枝を実際に襲名したのは3年後の2012年7月[38]。
- 2009年2月23日、「主張」で「子供の権利 わがまま許す条例は疑問」と題し、例えば、京都の高校生らが国連児童の権利委員会で「制服導入は意見表明権を定めた条約に違反する」と訴え、海外委員から「制服もない国の子供に比べて格段に幸せ」などとたしなめられたと報道した。しかし、実際にはそのような発言は無く、また初出がかなり前であるので取材せずに記事を書いた可能性が高いとされた[39]。このデマは繰り返し流布されている、と池田香代子にもブログで指摘されている[40]。
- 2009年4月8日、「舞鶴少女殺害事件」の記事で、甲南大学の渡辺顗修教授の「（容疑者は）窃盗罪で服役しており、逃亡の恐れはない。科学捜査や周辺捜査をもっと積み上げ、殺人容疑がさらに固まった段階で逮捕する、というのも選択肢の一つだったのでは」とのコメントを紹介したが、渡辺は自らのブログで、「産経新聞の取材はそもそも受けていない。」と否定した。渡辺は更に、通信社から産経新聞に配信された可能性にも言及するが、通信社に出したコメントの内容とも異なっていると指摘している[41]。
- 2009年5月6日、新型インフルエンザに関する記事で、『厚労省新型インフル対策推進本部では「早く届けてほしいというのが国の立場だ。ただ、自治体側が責任を持って独自判断をするなら、無理矢理に届けろとはいえない」と話している』と報道したが、当日中に厚生労働省から、このようなコメントはしていないと否定され、「感染症法12条等に規定する都道府県の国に対する届出は、いずれも、直ちにもれなく行わなければならないものです。自治体の独自判断により届け出ないことは法律に違反するものです」と指摘された[42]。
- 2009年8月14日、キンモクセイ（2008年から活動休止中）のボーカル、伊藤俊吾について“脳幹出血で死去”と報じた[43] が、そのような事実はなかった。
- 2010年1月9日、沖縄県宜野湾市の米軍普天間飛行場のそばに隣接する普天間第二小学校について、「移転するための予算も土地も準備できていたにもかかわらず、市民団体が基地反対運動のために移転に反対、「小学校を盾にし、子供たちを人質にした」[44]等と報じた。しかし、実際には予算も土地もなく、記事に書かれたような移転プランは素案すら存在しなかった[45][46]。
- 2010年1月22日の大坂版朝刊1面トップで、小沢一郎民主党幹事長の政治資金問題に関する記事中、「小沢容疑者が虚偽記載を認識し、収支報告書の提出を了承した疑いが強いとみている」と、「小沢容疑者」と表記した記事を掲載。同様に、WEB版でも、22日午前2時56分から3時間ほど小沢への容疑者呼称が続いた[47]。産経新聞は、民主党に謝罪し、謝罪・訂正文を22日夕刊とWEBに掲載した[48]。広報部は「ミスが重なったもので、関係者に深くおわびする」とコメント。これに対して輿石東民主党幹事長代行は「顧問弁護士とも相談して今後の対応を考えたい」としている[49]。
- 2010年4月10日、『首相「米の言いなりにならない」　米誌インタビューで』の記事において、鳩山首相がタイム誌とのインタビューで、実際にインタビューで答えた言葉して掲載される記述と、タイム誌自身の記述を混同して掲載したり、原典の中でまったく使われていない表現を鳩山総理の発言として紹介するなどした[50]。
- 2011年3月2日、京都大学入学試験インターネット投稿問題について“捜査関係者からの情報”として「東京の高校生2人が関与、京都府警察がほぼ特定」と報じたがそのような事実はなかった（実際には山形県の受験生が単独でやったもの）。同月5日、記事内容を全面的に撤回する謝罪公告を掲載[51][52]。
- 2011年5月4日、山本祐輔・京都大学大学院情報学研究科特定助教の発言として「放射能に敏感で専門知識には乏しいネット利用者の場合、『原発は危ない』という表層的な情報に飛びついてしまう。自分はその情報を知っているという優越感からブログに転載し、連鎖していく」といった記事を掲載した[53]。しかし、この点に関して山本は5月6日にtwitter上で、「僕は，知識が乏しいと情報の信憑性を表層的な手がかりのみで判断してしまうと言ったのに、なぜか『「原発は危ない」という表層的な情報に飛びついてしまう』と書かれてしまった。そもそも僕は原発のことには何も触れていなかったんですが。」と指摘した。
- 2011年7月7日、香港の亜州電視（ATV）の江沢民が死去したとの報道を受け、産経新聞は号外を出すなどして「江沢民・中国前国家主席が死去」と遺体の安置先を含めて報道した[54]。しかし、ATVが直後にこれを否定し謝罪した[55]。また、亜州電視の訂正は共同電を引用して報じたが、自社の誤報については江が姿を見せるまで謝罪・撤回をしなかった[56]（例として読売新聞は「江前主席死亡か　香港のテレビ局が報道」と未確認情報の形で報じている[57]）。その後、10月9日に開催された辛亥革命100年の記念式典に江が出席したことを受けて、産経新聞は同月10日付けの紙面で記事の全面撤回を表明、検証記事を掲載した。また、熊坂隆光代表取締役社長が1ヶ月間減俸5割、斎藤勉編集担当専務と飯塚浩彦東京編集局長が3ヶ月間減俸3割の処分となった。江が死去したのは誤報から11年後の2022年11月30日だった[58]。
- 2012年7月23日、同年同月16日夜から17日にかけて実施された自衛隊の統合防災演習に際し、隊員の区役所庁舎内立ち入りを拒否したとして、東京都内11区を名指しで報道。「区民に迷彩服を見せたくなかった」と明かしたという担当者の声も掲載した[59]。翌24日付の「産経抄」でも「職員の心ない仕打ち」「自衛隊員の心情を思うとやりきれない」と痛烈に批判していた[60] が、名指しされた全区が事実無根、防災担当職員に対する侮辱だとして抗議声明を発表[61]。25日付の紙面で、一部訓練を除き庁舎内で訓練が行われていた旨や、そもそも訓練を行わなかった区があったことを認め、謝罪記事を掲載した。
  - 誤報の原因として、ジャーナリストの西村幸祐が2012年7月17日にTwitterで発したコメント内容[62] を産経新聞が事実確認を怠ったまま記事にした可能性があるとの見方がある[63]。西村は、7月18日に日本文化チャンネル桜『ニュースの読み方』にて、上記の一件を自身の「スクープ」として取り上げ、産経の当該記事については、それを後追い報道したものであると述べている[63]。
- 2012年8月9日、この日、自社のウェブサイト「MSN産経ニュース」に、ロンドンオリンピックにまつわる記事「ロンドン余話」を掲載したが、内容は担当記者がCNNの同日8日付の記事を日本語に翻訳した上で、若干加筆したのみで無断掲載したものだった。同15日にCNN側から指摘があり、削除[64]。7月にはサッカーの試合について、日本がスペインを破ったことを「韓国メディアは意図的に無視か」と黒田勝弘は書いた[65] が、中央・朝鮮・東亜の3大紙とも「グラスゴーの奇跡」「スペイン轟沈」と報じていた[66][67][68]。
- 2012年10月、iPS心筋移植に成功した、との誤報を読売新聞に追随して掲載した[69]。
- 2013年10月10日夜（19時55分頃）、「村上春樹が2013年のノーベル文学賞を受賞」と先走って電子版号外に掲載（実際の受賞者はアリス・マンロー）。7分後に削除[70]。
- 2014年4月1日、その存在が疑問視されているSTAP細胞について、「香港中文大学の李嘉豪教授が再現に成功」とWIREDを引用して報じた[71] が、当の李が「qPCRの結果は死細胞などの影響によって不適切に得られた可能性がある。だからSTAP再現と騒がないで欲しい」と否定[72]。
- 2014年8月9日、『安倍政権考』で、森まさこ（当時少子化対策及び男女共同参画担当大臣）と度々面会し意見交換をしていることを理由に「菊池桃子が民間起用で後任として入閣するかもしれない」と書いた[73]。担当記者は比護義則。しかし菊池本人が公式ブログで「あり得ません」と否定[74][75]。
- 2015年2月、曽野綾子の民族の居住区を分けることを肯定し、アパルトヘイトを肯定するともとれるコラムを掲載し、南アフリカ大使や人権団体からの非難を受けた[76]。
- 2015年3月、ニュースサイト「産経ニュース」に掲載した記事について、個人ブログの翻訳記事からの盗用であることが発覚した。ブログ執筆者から指摘を受け、記事を削除した。産経新聞は「事実関係を調査し、厳正に対処する」とコメントしている[77]。
- 2016年5月3日に「施行69年、国民を守れない憲法…　今こそ９条の改正や緊急事態条項の創設が欠かせない」との見出しの記事で[78]、9条下では対領空侵犯措置が不能のような記述をし、小川和久から誤報であるとされた[79]。
- 2017年9月25日、「ミサイル発射は安倍首相のせい」との見出しで金子勝がTwitterで核ミサイル発射は安倍晋三の所為であるという内容のツイートをしたと報道したが、楊井人文からそのような文言は確認できず見出しが不正確であるとされた[80]。
- 2017年12月1日に沖縄自動車道で発生した多重事故の被害者で一時意識不明の重体となった在沖縄アメリカ海兵隊曹長について9日、曹長の救助活動について伝える妻のFacebookやNBCの報道を確認し、アメリカ海兵隊第3海兵遠征軍から12月6日に救助活動を讃える回答を得た上で、曹長は「横転した車両から50代の日本人男性を脱出させた」「（以後もこれを報道しないならば琉球新報や沖縄タイムスは）メディア、報道機関を名乗る資格はない。日本人として恥だ」と報じた[81]。しかし、その後の琉球新報の取材では、同曹長が救助活動を行ったことは確認できなかったことを2018年1月30日に報道した[82]。産経新聞は2018年2月8日に検証記事を掲載し、事実確認が不十分で、沖縄二紙に対して行き過ぎた表現があったとして、記事を削除し、沖縄二紙を含めた関係者と読者に謝罪した。検証記事では、曹長は日本人男性運転手を手助けできないか確認しようとしたが、自身の車を邪魔にならないよう車道外に動かそうとした際に、後続車にはねられ、男性運転手は自身に追突してきた車の運転手にドアを開けてもらい自力で脱出していたことが明らかとなった。男性運転手は、事故後、米軍関係者から「大丈夫か」と声をかけられたが、それが曹長かは分からないとしている。また、産経新聞の再取材に対し、在沖縄アメリカ海兵隊は、曹長が「手助けしようとしたことは、海兵隊が掲げる価値観の表れだ」と回答した[83]。
- 元・宮古島市議の石嶺香織について「自衛隊差別発言の石嶺市議、当選後に月収制限超える県営団地に入居」と2017年3月22日に報じ、石嶺から名誉毀損で提訴される[84]。産経は争う姿勢を見せたが、一審・控訴審とも石嶺側の主張が認められ、また両者とも上告せず、産経の敗訴と記事削除命令が2023年9月に確定[85]。
- “大袈裟太郎”こと猪股東吾の沖縄米軍駐留反対運動を「暴力の限りを尽くして」などと報じたことについて、猪股から2021年10月に名誉毀損で提訴される。2022年12月に賠償命令、2023年9月控訴棄却で確定[86]。
- 2023年10月29日、中古車販売店「ビッグモーター」の再建スポンサーとして、オリックスとQVC、IDOMの3社に絞り込まれたとする独自報道を出した[87]。しかし、QVCは「ビッグモーターへの支援検討は一切していない」と全面否定。同社の大株主である三井物産も「該当記事は事実無根」との声明を出す事態になった[88][89]。
- 2023年12月5日、九州・山口向け朝刊とインターネット上に掲載した今村裕の連載コラムにおいて、百田尚樹のメールマガジンや舞鶴引揚記念館のサイトと内容が酷似している部分があることが同月6日に判明。今村も無断引用を認めたため、同日付で該当コラムを取り消した[90][91][92]。
- 2023年12月17日、産経ニュースなどで谷口智彦が「自由で開かれたインド太平洋」という概念が（岸田首相によって）、日本外交の辞書から消えた。」とするコラムを掲載した[93]が、同日、ASEAN周年記念の特別首脳会議において岸田首相は記者会見で「日本は『自由で開かれたインド太平洋』の要であるASEANとともに立ち向かっていく」と発言した[94][95]。
- 2024年6月16日、藤原かずえ氏のコラムで、静岡知事選で上川陽子外相を発言を巡り「共同通信は＜「産まずして何が女性か」と上川陽子外相＞とＸに投稿した」と言及したが、共同通信のタイトルは「上川氏「うまずして何が女性か」　静岡知事選の応援演説で」[96][97]であり、「産まずして」とは掲載していない。「産まずして」と記載したのは、共同通信配信記事を使用した京都新聞のみである[98]。また、「この報道を受け、朝日新聞など一部新聞・テレビ・野党議員は、上川外相が子供を産まない女性は女性ではないように述べたとして一斉に非難し、言葉を独り歩きさせました。」とも言及されたが、名指しされた朝日新聞は、朝日新聞デジタルでは「上川外相「この方をうまずして何が女性か」　静岡知事選応援演説で」[99]、朝日新聞朝刊では「「この方を私たち女性がうまずして何が女性か」　静岡知事選演説、上川外相が発言」[100]と掲載した。関連する社説では女性のくくり方に問題がったなど発言内容に苦言を呈する一方で、最後に「男性が多い現状を前提に、女性というだけでくくられ、「女性らしい」役割やふるまいを求められるのは、おかしなこと」とし、「女性の政治家が増えれば、彼女たちは「女性政治家」ではなく、それぞれ経験や能力を持つ一人一人の「政治家」として見られるようになるだろう。そして、見る側の政治家や有権者が色眼鏡を外すことは、今日からできる」と言及した[101]。
- 2025年7月25日、同月20日投開票の第27回参議院議員通常選挙にて比例代表として当選した蓮舫（立憲民主党）が投開票当日に自身の公式Xアカウント名を「【れんほう】2枚目の投票用紙!」に変更し、投開票日当日の選挙運動を禁じた公職選挙法に抵触する可能性があると報じたが、実際は選挙期間中に使用していたアカウント名を変更するのを失念していたことが判明したため、同月26日付で訂正記事を出すと同時に謝罪した[102][103][104]。

### 裁判
- 2007年（平成19年）5月の東浅草店の「押し紙」裁判は東京高裁で、150万円が産経から原告へ支払われることで2008年（平成20年）5月に和解している[105]。

## 批判を受けた報道
- 1973年12月2日、紙面に掲載された意見広告（自由民主党が日本共産党を批判する内容）をめぐり、日本共産党が反論権を求めて産業経済新聞社を提訴。

- 1983年2月、サンケイ新聞が行政改革キャンペーンに力を入れていることを伝えるテレビCMを放送した。無駄の実例として岡山県倉敷市の市庁舎を映し出し、「こんな豪華な庁舎が必要でしょうか!? 行革（行政改革）を強く訴えるサンケイ新聞」というナレーションを流すものであった。倉敷市は、「事実誤認だ、市庁舎が大きいのはゴミ処理施設を併設しているからだ。これは地方叩きだ」と抗議した[106]。

- 1992年8月12日、「私たちは“国際合同結婚式”を応援します。」、『世界平和に貢献する「統一運動」』という統一教会の国際合同結婚式を支持する学者・文化人の会（代表世話人：元筑波大学総長福田信之、世話人：元駐韓大使金山政英、政治評論家細川隆一郎）の意見広告を紙面の下半分、7段を使い大きく掲載し、さらに8月18日にも、再び同じ広告を載せた[107]。これを「原理運動に反対する被害者家族の会」は批判した。統一教会は以前から「親泣かせ原理運動」と呼ばれたように、家庭問題や「霊感商法」を初めとした様々経済活動に対して社会的な批判があり、同年には核開発疑惑が高まっていた北朝鮮に経済支援を約束するなど、公安警察からも警戒されるような状況にあり、翌1993年には金丸信による文鮮明の日本入国許可騒動もあって、統一教会を利するような意見広告を掲載したことについては、日本の保守派も批判している[108]。

- 1999年5月10日、記者・久保紘之がコラム『天下不穏』で、「沖縄サミット 〜コローニアルなにおいの“英断”」と題して、小渕恵三首相がサミットを沖縄で開催するのを決めたことに対し、「国家も家と同じで台所もあれば便所もある。しかし、お客を台所や便所の中で接待する主人がいるかい?」と書いた。記事タイトルと合わせ沖縄を便所扱いしていると『沖縄タイムス』から批判された[109]。

### 2000年～
- 2000年5月5日の産経抄において、西鉄バスジャック事件について「バス乗っ取り事件が憲法記念日に起きたということだけは、まったくの偶然とは思えない」「戦後の日本社会は、憲法の前文そのままに、人々の「公正と信義」を信頼しようというものだった」とし、日本もそんな何が起きてもわからん社会となっているから、改憲して現状に即した憲法を作るよう考えるべきだと訴えたが、後日ウェーブ産経  で「おしかりを受けた」と報告した（産経抄筆者石井英夫談）。

- 2001年のえひめ丸事故においては、国益優先と称しアメリカ政府擁護の立場を全面的に打ち出し、“どこの国の新聞か”と一部の関係者による批判を受けたとして、「おしかりの声」（石井英夫談）に対する反論を産経抄など紙面上にて何度も行った。
  - 2001年2月11日の主張で「原潜衝突 過剰反応控え原因究明を」と米国に謝罪を求めたり批判したりする態度を控えるべきだと主張。
  - 2001年2月20日の主張で「いまこそ問われる危機管理 この不幸を同盟関係の強化に」と訴えた。
  - 2001年2月21日の朝刊アピールに「過剰な米国批判は信頼関係損なう」との意見を掲載。
  - 2001年2月23日の産経抄において「日米関係の明日のためには感情的な対応を慎まなければならない、と。先日も艦長に対して、土下座して謝れ、という怒りの声が出された。米国の退役軍人の中から、日本船は真珠湾に近づくな、という反日メッセージが発せられた。双方が感情的、あるいは情緒的な反応をエスカレートしていけば日米関係は危うくなるだろう」。
  - 2001年3月2日の産経抄で「引き揚げるべきでない。そのまま海の墓標にすべき」と提言。
  - 2001年3月3日の朝刊アングルで米国に謝罪と厳罰を求める意見を「そのさなかに“周辺事態”が起きたら、日本政府は一体どう対処するのだろうか」と批判。
  - 2001年3月18日の朝刊で珊瑚礁破壊などの環境問題を引き合いに出し「引き揚げを辞退すべき」と主張。
  - 2001年9月27日の産経抄で同時多発テロの発生を受けて「実習船「えひめ丸」の引き揚げは一時中断したらどうか。待つことにしたらどうだろうということである。なぜならテロによる大惨事が発生したからだ」。
  - 2001年10月17日の社会部発で『「えひめ丸」引き揚げ最終段階 “約束”つらぬいた米海軍』と報道。
  - 2001年10月20日の主張で、引き揚げ作業が開始されたのを受けて「評価したい米海軍の努力」との記事を掲載する一方で「こうした米国へのある種の“甘え”はこれきりにしたい。」と主張した。
  - 2001年10月22日には「事故はハワイ沖でおこったのだし 水産高校の遠洋実習がハワイ沖で行われることが多いのは、米軍によって航路の安全が確保されているからで、米国の好意で米国の庭で実習させてもらっているようなもの」とした上で、謝罪や補償、引き揚げをそれほど言うのなら、日本は自分で日本海の安全を確保し、日本海で実習するように求めた。
  - 2001年11月10日の産経抄で「ハワイの海底を鎮魂の場としたいと願った小欄の気持ちはいまも変わらない。」と再度主張した。
  - 2002年11月21日の主張で和解交渉の成立を受けて「米海軍の誠意を評価する」とし「仮にこの事故の相手が北朝鮮や他の国々であれば、これほどの対応が望めただろうか」と主張した。

- 2003年3月21日。イラク戦争の“大義”をめぐり、時の「産経抄」筆者・石井英夫は、開戦当時「大量破壊兵器の廃棄を目指す戦いだ」と主張した。大量破壊兵器の捜索が難航するにつれ「独裁政権打倒の是非が、この戦争の大義を問う鍵である」と主張を変え、発見が絶望的になると「戦争に大義や正義を主張するのは無意味」と主張した。小林よしのりは、イラク戦争中数度にわたって『新・ゴーマニズム宣言』の中で石井の主張を批判している[110]。
- 2004年1月6日の朝刊で、イラク戦争後のバグダッドでストリートチルドレンの社会復帰を支援している高遠菜穂子の活動を顕彰する記事を一面写真付きで掲載した。しかし、渡航自粛勧告の後に起きたイラク日本人人質事件の報道では高遠を含めた人質と自衛隊撤退をアピールした人質家族などの批判を繰り返し掲載し、4月11日の「産経抄」において、「誤解を恐れずにいえば、“いわぬこっちゃない”とは、本来、人質になった三人の日本人に対していわねばならぬ言葉だ。イラクでは日本人外交官も殺害されて治安悪化は深まっていた。外務省は再三、最高危険度の『退避勧告』を行ってきたのである」として自業自得と非難し、4月14日の「産経抄」では、「第一の声明文については、日本のイスラム学者が「非イスラム的だ」 と指摘しているのがまこと興味深い。では何的かというと“日本的だ”と いうのである（中略）これらの声明文には何らかの形で日本人がかかわっているのだろうか」と自作自演説を客観的に報道する。人質の生還後、国民の大勢が支持した自己責任論から、被害者宅へのイタズラ電話が問題となったが、社説「主張」にて「真摯な忠告もあろう」などと全てがイタズラではないのではないかと論じた。また、同年11月に起きたイラク日本人青年殺害事件（同様に、日本政府に自衛隊のイラクからの撤退を求めた武装グループが要求を拒否され、人質を殺害）に関する「産経抄」の論評の中で、「この春の日本人人質事件（上記のイラク日本人人質事件のこと）の家族の反応とは、天と地ほどの差がある。若者に両親に似た分別と常識があれば、悲劇は起こらなかったろうにと惜しまれてならないのである」と上記の人質3人を間接的に批判した。4月21日、イラク人質事件で人質ビデオ未放映映像の中に内藤正典一橋大学教授の分析結果として、「言って、言って」と人質になった3人に発言をうながす日本語を話す人物が存在すると一面トップで報道した[111]。しかし、その日の夜の日本テレビ『NNNきょうの出来事』では、「イッテ」はイラクの方言で「おまえ」という意味であるとイラク人通訳の証言を交えて報じた。イラク人質事件では自作自演説を展開していたが、解放された人質が記者会見で「あれは演出というより命令で、あの状況では拒否できない」と発言。翌日の朝刊で「『泣いてくれ』演出認める」と記事にしたが、小林よしのりは漫画で批判した[112]。

- 2006年8月15日から渡辺淳一作の小説『あじさい日記』を連載（2007年4月25日完結）。作品の内容が現実の人間とあまりにかけ離れているとして担当記者のブログ[113] に読者の批判が殺到、“炎上”する騒ぎになった。片山雅文・東京本社文化部長（当時）も担当と渡辺をコメントで弁護したため、「30年来の読者だったが今次の対応には失望した、宅配契約を切る」「産経は読者より広告主と筆者が大事なのか」と発言する読者も出る[114][115]。

- 2007年6月19日、「大手警備保障会社が朝鮮学校用地を購入することに内定」と報道。直後からこの“大手警備会社”をセコム株式会社と断じた右翼団体による抗議活動、嫌がらせの電話や脅迫状が相次いだ。これに対し、セコムは同年6月30日に、産経記事は事実無根で取材も一切なかったとの意見広告を全国紙に掲載した[116]。産経は、「記事には絶対の自信がある、広告を用いた報道への介入だ」と反論した[117]。

- 2008年3月22日、沖縄県で宅配された産経と『世界日報』に、被害少女への批判と、実名と思しき名前が記されたチラシが折り込まれていたことがわかり、『琉球新報』に批判された。チラシは沖縄県の国旗国歌推進県民会議の惠忠久会長が依頼したもので、被害女性への批判に加え、「自民党と公明党支持者は翌23日に予定されていた抗議の県民大会に参加すべきでない」という内容であった。産経は『琉球新報』の取材に対し「チラシの扱いは販売店が判断するが、公序良俗に反する内容は扱わないように注意している」と返答した[118]。

- 2008年4月2日、大阪本社版にて、3月13日に行なわれた大阪府門真市立第三中学校の卒業式において『国歌斉唱不起立　担任全員、指導認める　門真の第三中 「内心の自由ある」』と、君が代斉唱の際に生徒一人を除いて全員が起立しなかった問題を報じた。このことについて、戸田久和・同市市議会議員は独自に調査を行った結果、教員達は「立つ立たないは個人の自由。自分で判断せよ」と思想・良心の自由に基づき説明しただけであり、産経は取材もせずに記事を書いた疑いがあると主張し、この報道が右翼団体が市役所前で街宣を行い、市教育長への面談を申し入れる事態を誘発したと批判した[119][120]。

- 2008年10月、ロス疑惑で逮捕された時の写真をYahoo! JAPANを通じて掲載したとして三浦和義から名誉毀損でヤフー (企業)と共に東京地方裁判所に提訴され、「無用な写真」として賠償を命じられる。2012年2月20日、両社とも控訴を取り下げ、66万円の賠償命令が確定[121]。

- 2009年4月5日、海賊対策でソマリア沖に派遣されていた海上自衛隊が不審船を追い払った行為を全面的に肯定する主張を掲載した[122]。これに対して普段は産経新聞と近しい主張をしている週刊文春2009年4月23日号から、明らかな違法行為で必要以上に擁護する姿勢は誤りという旨の批判をされた。

- 2009年6月17日、中川俊男・日本医師会常任理事が、定例の記者会見で、14日付朝刊『納税者の視点で見直せ-開業医と勤務医の診療報酬配分』を、「事実誤認も甚だしい」と厳しく批判。主な批判内容は、勤務医を対象とした意見収集調査の実施主体の誤り、開業医の業務実態と記事内容との乖離、日本医師会の内実に関する記述などである[123]。

- 2009年7月、元在日朝鮮人3世で1976年（昭和51年）に北朝鮮帰還事業で北朝鮮へ帰国した後、2008年（平成20年）に脱北し現在は韓国在住の46歳の男性が、「講演の打ち合わせ」の名目で、産経新聞の記者とソウルで面会し、金正日総書記やその親族などについて質問を受けたが、この時、この男性が応答した内容が産経新聞8月1日号に掲載され、その際、男性の家族名が実名で記載されていた。これを受け、この男性は、家族が朝鮮民主主義人民共和国（北朝鮮）からの監視対象となっていることが判明したため、「北朝鮮に残っている家族に危害が及ぶ恐れがある」として、産経新聞社に抗議した[124]。
- 第45回衆議院議員総選挙投票日直前の2009年8月26日付朝刊に掲載された、SMAPによるラッピング形式の全面広告「幸せな国のつくり方。」[125] の内容が当時の麻生内閣への支持、および無党派層に対して自民党候補者への投票を呼びかけたものであるとして批判された[126]。産経新聞広報部はブルームバーグの取材に対し、「個別の政党や候補者を支持するものではない」と回答した[126]。

- 第45回衆議院議員総選挙が公示された2009年8月17日に公式Twitterを開始。民主党の圧勝・自民党惨敗が伝えられた8月31日早朝、「そろそろ、中の人が交代しますー。皆さんお付き合いいただいて、ありがとうございました！」と選挙特集終了を伝えた後、「産経新聞が初めて下野なう」、「でも、民主党さんの思うとおりにはさせないぜ。これからが、産経新聞の真価を発揮するところ」[127][128] と公式アカウント（社会部選挙取材班担当記者）が発言。産経が自らを政権と同一視している（当時は自公連立政権）ことを表したものとされた。なお、「下野なう」の「なう」は"now"（いま）のこと。Twitterでよく使われる言い回しで、「今、下野した」という意味合いになる。夕方に、公式アカウントが、「軽率な発言だったと反省しています。ご不快の念を抱かれた方には、お詫び申し上げます」、「新政権を担う民主党に対し、これまで自民党政権に対してもそうであったように、是々非々の立場でのぞみたいという意思表示のつもりでした」と謝罪・釈明した[129][130][131]。PJニュース編集長の小田光康は、この問題について、「プロのジャーナリストといえども人の子で、自分の思い込みや油断によって世間一般の常識から逸脱した表現を無意識のうちに公開してしまう危険性がある、信頼性がブランドとなっている報道機関にとっては致命的な事態であり、編集の重要性を問い直す事件であった」と述べている[132]。PJニュースでは、公式アカウントが「これまで同様に客観的な事実に基づき、中立的な立場に立った上で、公正な報道をするよう、さらなる努力をしていきます」と釈明したことについても、「産経新聞が掲げている『正論路線』が主観に基づくものであり、偏向した主義主張のもとで中立公正な報道などあり得ない」として、疑問を呈する報道もあった[131]。

### 2010年～
- 2011年1月19日付朝刊において、京都市勧業館で開催中であった「人体の不思議展」で展示されている人体標本が「遺体」であるとの見解を厚生労働省が示し、京都府警察が死体解剖保存法に抵触するか否かについて捜査を行う方針を示したことを報じた記事で、末永恵子福島県立医科大学講師の談話を、掲載の2ヶ月前の2010年11月に取材した内容と過去の論文を組み合わせた上で、「標本はすべて中国人ということだが、もしこれが日本人だったらどう思うか」という一文を記者が創作、加筆し報道した[133]。これに対し末永講師は「創作された文章で、中国人に対して差別的な印象もあり、多くの人から真意を問う連絡を受けている」と発言[133]、本人からの抗議を受け、記事を執筆した社会部の記者と上司は1月26日、電話で謝罪した[133]。産経新聞大阪本社総合企画室は、当該部分が盛り込まれた経緯について「取材過程については答えかねる」としている[133]。

- 2011年3月16日[134] 及び21日[135][136] の朝刊で、衆議院議員辻元清美について「阪神大震災の時、被災地でビラをまいた」などと、一部インターネット掲示板上でのみ流布している虚偽情報を、あたかも事実であるかのように書いた記事を掲載[137] し、菅内閣で東日本大震災の災害ボランティア担当補佐官に起用されたことに疑問を呈した[135]。辻元から事実無根として名誉毀損で提訴される[138]。2013年3月22日、東京地裁で「ビラの内容は反社会的ではなく、また本人に全く取材しておらず社会的信用低下を招いた」として賠償命令（請求3300万円に対し80万円）[139][140][141]。双方とも控訴せず確定したが、産経は上訴しなかった理由を「コメントしない」[142]。

- 2014年1月10日、東京都知事選挙に際し、細川護熙に池上彰がインタビュー中で出馬を促したと報じた[143]。しかし当の池上自身が「“出馬が取り沙汰されているがあなた自身の考えはどうなんだ”と問うただけ」とこれを否定。他社からの裏取りを受けたため、内容を訂正させようと産経東京本社に連絡したが回答は未だないという[144]。

- 2014年11月26日付の東海・北陸版朝刊にて、リチャード・コシミズの著書に関する広告を掲載した[145][146]。見出しや紹介文にホロコーストの存在を否定する文言が含まれていたことから、サイモン・ヴィーゼンタール・センターが産経新聞社長熊坂隆光宛に抗議文を送付[145][146][147]。産経新聞は12月5日、熊坂社長が、「掲載に至る経緯は調査中だが、広告審査手続きに欠陥があったことは明らかだ。こうした内容の広告が掲載され、極めて遺憾。読者とユダヤコミュニティーの皆様に深くおわびします」とのコメントを出し、12月6日付紙面に熊坂社長名で謝罪記事を掲載した[145][148]。

- 2014年12月6日付朝刊で、退任した朝日新聞社の木村伊量前社長が同社の顧問就任を辞退したことに関する記事の中で、ジャーナリスト江川紹子のコメントを掲載したが、本人の承諾を得ていなかったとして、9日付朝刊で記事の取り消しと謝罪記事を掲載した[149][150]。また、24日付で、記事を執筆した東京社会部記者を10日間の出勤停止としたほか、編集担当常務取締役を減俸処分、管理責任や紙面編集の責任を負う東京編集局長など4人を減給処分とした[149]。
- 2016年4月20日付の「一部メディアのオスプレイ叩きに被災者から批判の声　『露骨な政治的パフォーマンスでは…』との記事中の、オスプレイ事故率は民間機である大韓航空や中華航空よりも低いとの記述がその後産経サイトから理由が明示されずに削除された。この記述についてGoHooは、アメリカ軍の海兵隊機と民間航空機では事故率を算定する基準が異なるため比較の根拠となるデータが正確でない可能性が高いとしている[151]。
- 2016年6月16日、前日15日、舛添要一都知事の辞任表明を受けてインタビューを受ける女性(次期都知事になってほしい人として民進党の参議院議員蓮舫を挙げる内容)について、被災地リポートを行ったピースボートスタッフと酷似しているとのネット上の主張をうけ、「サクラではないか」とする記事を配信。しかし、ピースボートスタッフらから「別人である」との抗議を受け[152]、記事を取り消し、のち謝罪した[153][154]。また、当事者への取材をせずに記事化していたことも判明した[155]。

- 2016年7月4日の朝刊において、当時、東京都知事選への出馬を表明したばかりの小池百合子衆議院議員について、自身が代表をつとめる政党支部が、事務所を相場の半額程度で借りていると報道した。記事によれば政治資金収支報告書には家賃月15万円を計上していたが、複数の地元不動産関係者によると、家賃相場は27万円前後で、差額は月約12万円、年約144万円で、差額は寄付とみなされ政治資金収支報告書に記載する必要があるが、公表された支部の収支報告書に記載はなかったと報じた[156]。同月5日、小池は産経新聞のこの報道を「捏造されたものではないか」「悪意に満ちた印象操作が行われている」「同じような環境にあるビルは15万円から20万円が相場だが、なぜか27万円という決めつけのもとで報道が行われた」と反論した[157]。この事務所のビルのオーナーは、「小池氏に貸したときには、9カ月間も空いていましたし、さらに同じビル内で空きが出る状況で困っていました」「小池氏に対して特別に安く貸したということはまったくありません」と述べ「産経新聞の取材も受けた」と話すが、産経新聞の記事中にそのオーナーは登場せず、「複数の不動産関係者」「ビルの関係者」という匿名の関係者ばかりの記事であった。産経新聞は広報部部長名義で、「個別の記事に関することにはお答えできません」と回答した[158]。

- 2017年10月19日「産経抄」の内容を、元記事にはない「日本を貶める日本人をあぶりだせ」という見出しをつけて配信[159]。早川タダノリは「『非国民狩り』を提起している。もはや報道ではなく憎悪扇動ビラ」[160]、文化人類学者で愛知県立大教授・亀井伸孝は「異なる者に対して攻撃をそそのかす言説をまき散らす団体に、ジャーナリズムを名乗る資格はない」と批判[161][162]。ジャーナリストの江川紹子も、「人でなし、とはこんなものを書く人のことを言うのだろう」[163]、「日本で悲惨な事件や事故、災害があって、人々が強い衝撃を受けている時に、他国の紙が『日本人じゃなくてよかった。日本はひどい国だ』と書いたら、どんな気持ちか、産経抄にはそれくらいの想像力すらないのか。サイテー」[164]。産経はコラム趣旨を問うジェイ・キャストの取材に「個別の記事に関することには答えられない」[165]。
- 産経新聞編集委員の阿比留瑠比が執筆した学校法人加計学園についての参考人質疑の記事「驕れるメディアは久しからず　朝日・毎日のベテラン記者の噴飯質問に思わず赤面してしまった」との記事[166] についてGoHooは、朝日新聞が加戸守行､八田達夫の証言をまったく報道していないというのは不正確とし、朝日新聞の加戸の証言の報道量が前川喜平の証言の報道量に比べて最も少ないのは事実だが、前川証言に比べて少ないのは朝日新聞だけではないとした。また、八田の証言についての報道量は、朝日新聞は読売新聞に次いでおり、産経新聞より多かったとした[167]。朝日新聞は、安倍晋三のほとんど朝日は報じていないとする発言を否定している[168]。

### 2020年～
- 2020年10月25日の門田隆将筆『新聞に喝！』が野党議員が「財務省に乗り込み、約１時間、職員をつるし上げている。当該職員（赤木俊夫）の自殺はその翌日だった」と書いた。赤木俊夫は森友問題をめぐって文書改竄に協力させられた人物の一人であるが、近畿財務局の職員で、しかも当時すでに鬱で休職しており、東京の財務省本省にいる筈もなかった。このため、文中で名指しされた杉尾秀哉・小西洋之は、職員をつるし上げた事実もなく、また、問い質した相手も赤木ではなく、そもそも赤木に会ったことすらないとして、名誉毀損で門田と産経新聞を共に提訴した。2022年11月、杉尾・小西の主張が認められ賠償命令が下る[169]。門田と産経は上訴したが、2024年3月、最高裁判所は上告を棄却した[170]。

### 2021年～
- ラムザイヤー慰安婦論文問題
  - 2021年1月31日産経新聞は、その前年に法学・経済学の海外学術誌の電子版に掲載されたマーク・ラムザイヤーの論文を、査読を経た論文で慰安婦＝性奴隷説が否定された意義は大きいとして紹介した[171]。しかし、ノーベル賞受賞者を含む多数の学者らがラムザイヤーの論文に対し史実に反するとの批判を相次いで表明し[172]、論文撤回を求める署名活動が始まった[173][174]。また、茶谷さやかは、学術誌側に問合わせたところ、使われた資料や歴史事実について検証をしたわけでなく、単にそれらを前提として結論とされていることが言い得るかどうかを見ただけであると言われたとする[175]。これらが事実であれば、産経新聞は、単にウラを取らなかったというだけでなく、あたかも使われた資料まで査読検証されたかのように話を作ってまで、慰安婦＝性奴隷説が否定されたとの意義付けを行ったことになる。
  - その後、産経新聞とその関連サイトであるジャパンフォワード（以下、JF）は記事でたびたびこの論文撤回の要請運動について取上げたが、その多くは麗澤大学准教授ジェイソン・モーガンといったラムザイヤー擁護論者からの撤回要請運動への反対論であった[176]。モンタナ州立大学教員の山口智美は、産経新聞、JF、夕刊フジなど産経系メディアがラムザイヤー論文を宣伝するような記事を次々に出しているが、ジャパンフォワード自体が、その編集長内藤泰朗（産経新聞東京編集局副編集長を兼務：いずれも当時）が雑誌『正論』に書いた記事によれば、「慰安婦は性奴隷ではない」と主張する山本優美子らの主張を聞き感銘を受けたとして、産経新聞社に訴えて設立されたものであることを指摘、さらに山口によれば、JF、モーガン、ラムザイヤーは、もともと寄稿や取材を通じてお互い関係が近かったことがうかがわれるとする[177]。また、山口は、ラムザイヤー論文の撤回要請は、そもそも研究として十分な水準に達していないというもので、それが事実であれば当然のこととして、産経サイドの撤回要請運動への反対論を批判した[177]。小山エミは、これら右派白人男性日本研究者らは、その主張を通して日本の右派といわば共犯関係を結んでおり、右派らはJFに載ったラムザイヤー、モーガンらの言説を、中立的な外部の専門家がこう言っていると自らの立場の正当化に利用しているのだとする[178]。
  - 2023年1月学術誌の出版社は、歴史学者4人による再査読の結果、全員がラムザイヤーの資料解釈に納得しなかったこと、それを受けた検討委員らは出版社の撤回要件の一つである「捏造や改竄のような不正」には全員一致であたらないとしたが、もう一つの要件である「意図しない計算ミスや実験上の誤差」については意見が割れた（資料の解釈ないし用い方がその種の誤りに等しいと考えた委員がいたことを意味する）ものの、結局、論文撤回はしないこととした。しかし、論文の内容自体については、出版社は「学会の合意（日本の歴史学会等が主張する、慰安婦は強制されたものであるということ[179]）を覆す証拠は示されていない」との見解を示し、そのため論文に付されていた「懸念の表明」（英語：expression of concern「この論文には誤りが含まれているか、結果の信頼性に欠ける可能性がある」との警告）を維持することとした[180]。
  - ところが2023年2月20日、産経新聞はこの一連の結果をJFからのものとして、ラムザイヤーの勝利と報じた[181]。実際には、そこで案内されたJFの記事は日本語版・英語版ともにモーガン筆名の寄稿記事で、英語版ではラムザイヤー自身が語る形で概ね上記の結果に触れていたが[182]、その取纏めと称する日本語版の記事では、ケアレスミスの可能性が一部委員から指摘されたがデッチ上げなどは全くないとの検討委員全員一致の結論となり、論文を徹底的に検証して合格させたと表現し[183]、ラムザイヤー論文の内容ほぼ全てが真実と評されたかのように思わせる形で書かれていた。2023年3月12日、産経新聞は、ラムザイヤーからの主張と併記する形で、ようやく論文が「学会の合意を覆す証拠は示されていない」ことと「懸念の表明」の対象となっていることを報じたが、産経新聞自身も含めた、それまでの産経グループによる報道内容とのズレについては、何らの謝罪も釈明も行っていない[184]。